# Чіака Огбогу
Чіака Сільвія Огбогу (англ. Chiaka Sylvia Ogbogu, [tʃiˈɑːkə oʊˈbɒɡuː] chee-AH-kə oh-BOG-oo; нар. 15 квітня 1995) — американська волейболістка, центральна блокувальниця. Чемпіонка і віцечемпіонка Олімпійських ігор. Переможниця Ліги націй і Панамериканського кубка.

## Клуби
| Роки      | Клуби                    |
| --------- | ------------------------ |
| 2017—2018 | «Іль Бізонте Фіренце»    |
| 2018—2019 | «Хемік» (Полиці)         |
| 2019—2020 | «Імоко» (Конельяно)      |
| 2020—2021 | «Еджзаджибаши» (Стамбул) |
| 2021—2024 | «Вакіфбанк» (Стамбул)    |
| 2024—     | «Остін»                  |

## Досягнення
Олімпійські ігри
- Перше місце (1): 2021
- Друге місце (1): 2024

Ліга націй
- Перше місце (3): 2018, 2019, 2021

Кубок світу
- Друге місце (1): 2019

Панамериканський кубок
- Перше місце (1): 2018

Ліга чемпіонів ЄКВ
- Перше місце (2): 2022, 2023
- Друге місце (1): 2021

Клубний чемпіонат світу
- Перше місце (2): 2019, 2021
- Друге місце (2): 2022, 2023

Чемпіонат Туреччини
- Перше місце (1): 2022

Кубок Туреччини
- Перше місце (2): 2022, 2023

Чемпіонат Першої волейбольної ліги
- Перше місце (1): 2025

## Статистика
Статистика виступів на Олімпійських іграх:
| Рік  | Турнір           | Ігри | Сети | Очки | Ср. | Місце | Примітки |
| ---- | ---------------- | ---- | ---- | ---- | --- | ----- | -------- |
| 2021 | Олімпійські ігри | 3    | 5    | 6    | 1,2 | 1     |          |
| 2024 | Олімпійські ігри | 6    | 24   | 60   | 2,5 | 2     |          |